# Лонрок (Орегон)
Лонрок (енгл. Lonerock) град је у америчкој савезној држави Орегон.

## Демографија
По попису из 2010. године број становника је 21, што је 3 (-12,5%) становника мање него 2000. године.
| Група             | 2000.       | 2010.       |
| Белци             | 24 (100,0%) | 21 (100,0%) |
| Афроамериканци    | 0 (0,0%)    | 0 (0,0%)    |
| Азијати           | 0 (0,0%)    | 0 (0,0%)    |
| Хиспаноамериканци | 0 (0,0%)    | 0 (0,0%)    |
| Укупно            | 24          | 21          |